# Orica-AIS/Saison 2014
Dieser Artikel listet die Erfolge und den Kader des Radsportteams Orica-AIS in der Saison 2014 auf.

## Erfolge
| Datum        | Rennen                                   | Kat. | Siegerin             |
| ------------ | ---------------------------------------- | ---- | -------------------- |
| 3. März      | Le Samyn des Dames                       | 1.2  | Emma Johansson       |
| 30. März     | Trofeo Alfredo Binda-Comune di Cittiglio | CDM  | Emma Johansson       |
| 7. Mai       | 1. Etappe The Women’s Tour               | 2.1  | Emma Johansson       |
| 30. Mai      | Boels Rental Hills Classic               | 1.1  | Emma Johansson       |
| 21. Juni     | Giro del Trentino Alto Adige             | 1.1  | Valentina Scandolara |
| 20. Juli     | 2a Etappe (EZF) BeNe Ladies Tour         | 2.2  | Emma Johansson       |
| 19.–20. Juli | Gesamtwertung BeNe Ladies Tour           | 2.2  | Emma Johansson       |
| 7. September | 6. Etappe Boels Rental Ladies Tour       | 2.1  | Emma Johansson       |

## Team
| Fahrerin             | Geburtsdatum       | Nationalität |
| -------------------- | ------------------ | ------------ |
| Annette Edmondson    | 12. Dezember 1991  | Australien   |
| Gracie Elvin         | 31. Oktober 1988   | Australien   |
| Shara Gillow         | 23. Dezember 1987  | Australien   |
| Loes Gunnewijk       | 27. November 1980  | Niederlande  |
| Melissa Hoskins      | 24. Februar 1991   | Australien   |
| Emma Johansson       | 23. September 1983 | Schweden     |
| Jessie Maclean       | 17. Oktober 1985   | Australien   |
| Valentina Scandakora | 1. Mai 1990        | Italien      |
| Amanda Spratt        | 17. September 1987 | Australien   |
| Grace Sulzberger     | 18. Dezember 1988  | Australien   |
| Carlee Taylor        | 15. Februar 1989   | Australien   |